# Jerzy Żurawlew
Jerzy Żurawlew (Rosztov-na-Donu, 1886. december 25. – Varsó, 1980. október 3.) lengyel zeneszerző, zongoraművész és zenepedagógus volt, a Varsói Konzervatórium egykori rektora. Ő volt a Nemzetközi Chopin Zongoraversenyek elindítója és számos alkalommal zsűritagja.

## Élete, pályája
Földbirtokos köznemesi családban született, édesapja orosz, édesanyja lengyel volt. Ő kezdte zongorára tanítani, majd Władysław Sayer-Waszkiewicz lett a tanítómestere. Három fontos esemény hatására döntötte el, hogy zongoraművész lesz: nyolcéves korában, Moszkvában szerepelt Ignacy Jan Paderewski előtt, aki akkoriban Oroszországban turnézott, őt magát elvarázsolta a nagy mester játéka; tízévesen lenyűgözte Chopin A-dúr polonéze; Józef Hofmann pedig a városban fellépve kivételes tehetségnek mondta a fiút.
1907-ben a lengyel Chopin-specialista, Aleksander Michałowski tanítványa lett. Első nyilvános fellépése 1910. március 26-án volt egy iskolai koncerten, de az igazi debütálása december 3-án, Liszt Ferenc Esz-dúr zongoraversenyének káprázatos előadása volt a Varsói Filharmonikusokkal. Egy kritikus így írt erről:

„A tegnap esti koncert műsora nagyszerű volt, a muzsikusai pedig elsőrangúak. Köztük egy zseniális zongorista vált az este szenzációjává, briliáns virtuozitásával. […] Żurawlew már most úgy játszik, mint a világ legnagyobb virtuózai. Semmi túlzás nincs ezekben a szavakban, és nem hinném, hogy lenne bárki, aki Liszt Esz-dúr zongoraversenyét ilyen mesés technikai tudással, ilyen hihetetlen művészi ízléssel, elegáns frazírozással és ennyi szívből jövő érzéssel játszaná el.”

Két évvel később a Varsói Filharmonikusokkal egy újabb szenzációs hangversenyt adott. Ezúttal Csajkovszkij b-moll zongoraversenyét játszotta, ráadásként pedig Liszt La campanelláját. Az első világháború előtt sokat koncertezett Lengyelországban és Oroszországban, elsősorban Liszt és Chopin mesterműveit adva elő. Kamaramuzsikát is szívesen játszott: kétzongorás darabokat, barátjával, Józef Śmidowiczcal.
A Varsói Konzervatóriumot 1913-ban kitüntetéssel végezte el, és azonnal tanári állást ajánlottak a számára.
Ígéretes előadóművészi karrierjét félbeszakította az első világháború. Ez idő tájt ismerkedett meg első feleségével, a festőművész Zofiával.
1916-ban Minszkben konzervatóriumot alapított. Az 1917-es októberi orosz forradalom után Varsóban telepedett le, és a második világháború kitöréséig a Varsói Stanisław Moniuszko Zenei Társaság Chopin Zeneművészeti Főiskoláján tanított. Ez idő alatt rövid időre visszatért a koncertezéshez is.
1927-ben a kezdeményezésére Varsóban megrendezték az I. Nemzetközi Chopin Zongoraversenyt, ahol kötelező darabként szerepeltek Chopin művei.
A varsói felkelés leverése után drámai fordulat következett az életében: feleségével együtt a pruszkówi táborba hurcolták. Kiszabadulásuk után Bochniában telepedtek le, ahol Zofią meghalt. Bochniában újra megnősült, tanítványát, Anną Gerstint vette feleségül. Az ebben a városban a komponista által alapított zeneiskola ma Jerzy Żurawlew nevét viseli.

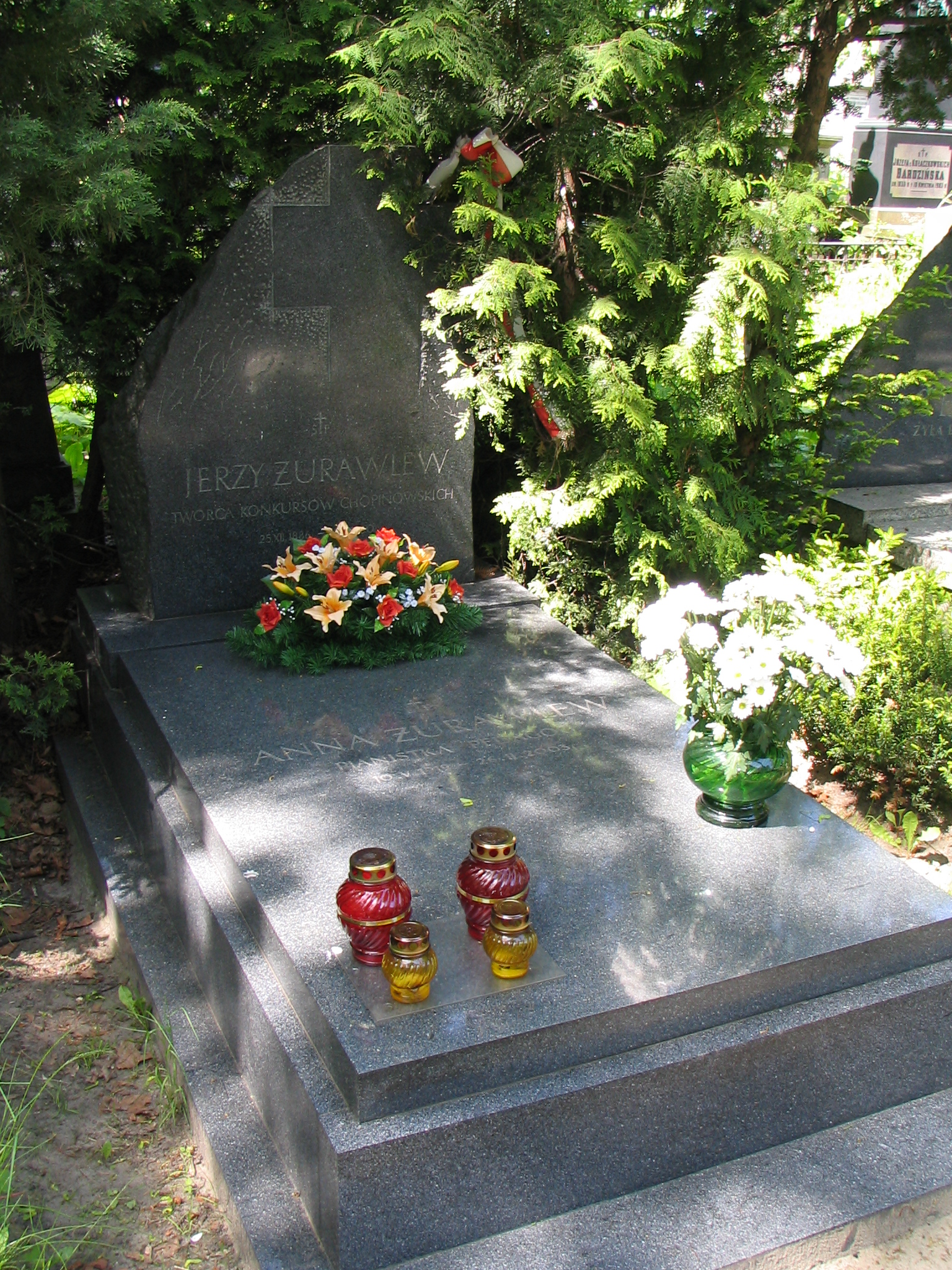
Jerzy Żurawlew és felesége, Anną sírja. Varsó, 2008-05-14

1946-ban a család Gliwicébe költözött, ahol Żurawlew a Ludomir Różycki Zeneiskolában tanított. Ezután Łagów Lubuskiba költöztek, ahol 1949-ben a lengyel zongoristák felkészítését és meghallgatását irányította a háború utáni első, sorrendben IV. Chopin Zongoraversenyre. A Varsói Konzervatórium újraindulása után őt nevezték ki az intézmény rektorának.
A Chopin Zongoraversenyek szervezésében szerzett érdemeit 1950-ben az Állami Díj I. fokozatával ismerték el. Részt vett az 1927, 1932, 1937, 1949, 1955, 1960 és 1965-ös versenyek zsűrijében, tudósított is a versenyekről a Lengyel Rádióban. A versenyek történetéről könyvet is írt.
Żurawlew számára a tanítás igazi szenvedély volt. Szinte az egész, hosszú életét annak szentelte, zongoristák generációit oktatva. Híres tanítványai voltak Mirosław Dąbrowski, Olga Iliwicka és Jakub Kalecki.
1980. október 3-án halt meg, a X. Nemzetközi Chopin Zongoraverseny idején. A varsói Powązkowski temetőben alussza örök álmát, felesége mellett.

## Emlékezete

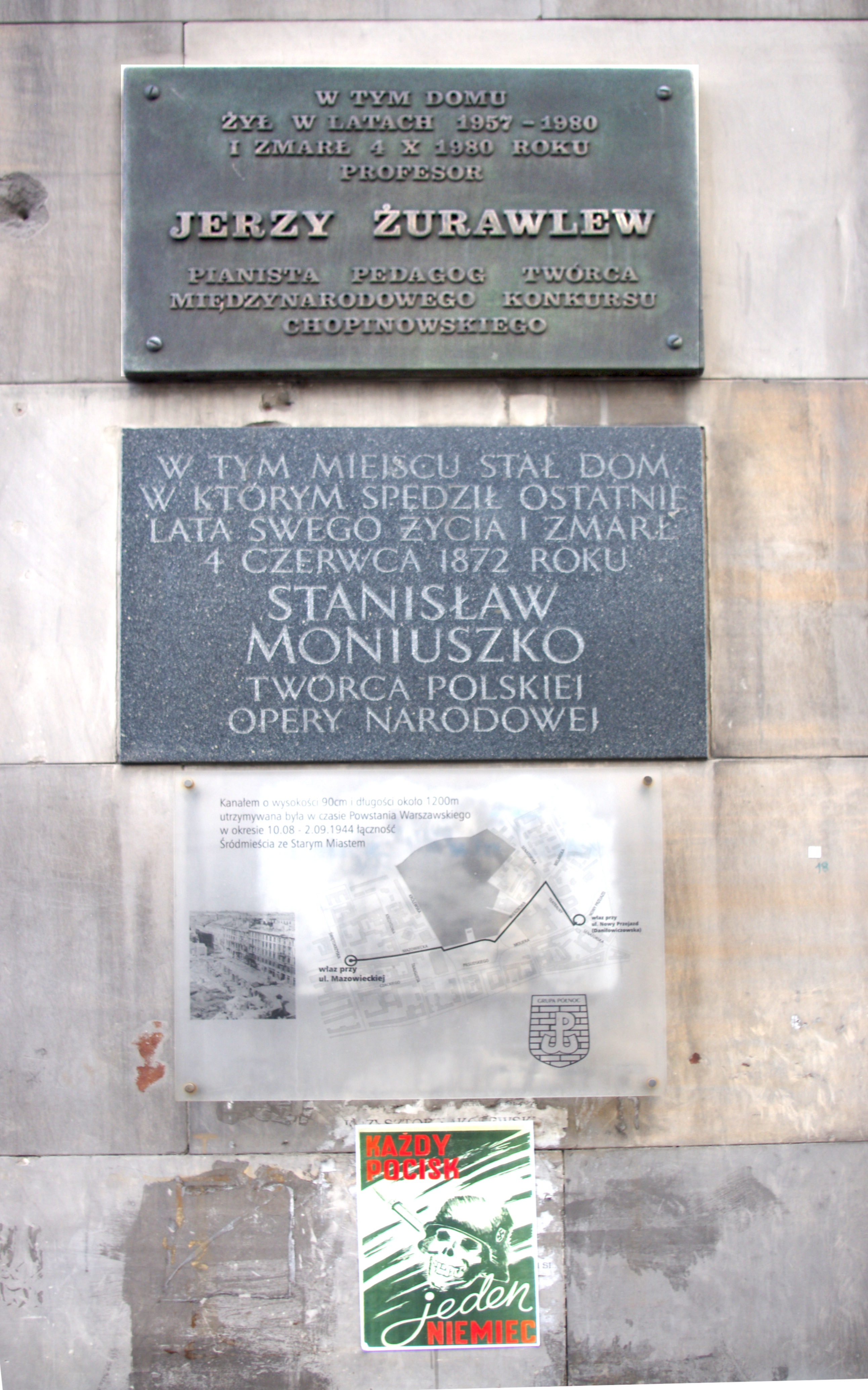
Stanisław Moniuszko és Jerzy Żurawlew emléktáblája. Varsó, Mazowiecki utca 3/5.

Aleksander Michałowski neki ajánlotta Chopin Desz-dúr „Perc” keringőjére (op. 64 no. 1) komponált híres parafrázisát.
Varsóban, a Mazowiecki utca 3/5 szám alatt emléktáblát avattak a tiszteletére, Stanisław Moniuszko emléktáblája fölött. Ezen a helyen állt az a ház, amelyben Moniuszko lakott, és e házban élt 1957-től haláláig Jerzy Żurawlew. (Van egy harmadik emléktábla is a ház falán, arra a közeli csatornára emlékeztetve, amely a varsói felkelés idején az összeköttetést jelentette a városközpont és az óváros között).

## Fordítás
Ez a szócikk részben vagy egészben  a   Jerzy Żurawlew című lengyel Wikipédia-szócikk ezen változatának fordításán alapul.  Az eredeti cikk szerkesztőit annak laptörténete sorolja fel. Ez a jelzés csupán a megfogalmazás eredetét és a szerzői jogokat jelzi, nem szolgál a cikkben szereplő információk forrásmegjelöléseként.